# قلعه امیر مجاهد
قلعه امیر مجاهد، یا باغ امیر مجاهد یکی از بناهای تاریخی رامهرمز می‌باشد. این قلعه در زمان استقرار و سلطه خوانین بختیاری (امیر مجاهد بختیاری) در منطقه رامهرمز در اواخر قاجار ساخته شده است و به شماره ثبت ۳۷۷۱ مورخ ۱۲/۶/۱۳۸۰ در فهرست آثار ملی به ثبت رسیده است. این بنا توسط یکی از خوانین پرنفوذ ایل بختیاری بنام امیر مجاهد بختیاری که کوچکترین فرزند حسینقلی خان و برادر علیقلی خان سردار اسعد بود، احداث گردید و به همین دلیل قلعه امیر مجاهد نامیده می‌شود. این بنا در شهریور ۱۳۲۰ خورشیدی توسط طاهر بهبهانی جهت سکونت خریداری شد و به همین دلیل که مالک کنونی آن آقای بهبهانی است به این نام نیز شهرت دارد.
قلعه امیر مجاهد در انتهای باغی ساخته شده که از انواع درختان از قبیل نخل، پرتقال و گل و گیاه پوشیده شده است. از ویژگی‌های قلعه امیر مجاهد نوع معماری آن است که منحصر به دوره قاجار می‌باشد.